# Resolució 1321 del Consell de Seguretat de les Nacions Unides
La Resolució 1321 del Consell de Seguretat de les Nacions Unides fou adoptada per unanimitat el 20 de setembre de 2000. Després de recordar les resolucions 1270 (1999), 1289, 1313 (2000) i 1317 (2000) sobre la situació a Sierra Leone, el Consell va ampliar el mandat de la Missió de les Nacions Unides a Sierra Leone (UNAMSIL) fins al 31 de desembre de 2000.
En ampliar el mandat de la UNAMSIL, el Consell també va decidir revisar la situació abans del 31 d'octubre de 2000. El secretari general Kofi Annan, en el seu sisè informe sobre Sierra Leone, va recomanar estendre sis mesos el mandat de la UNAMSIL i un augment del component militar a 20.500 i 260 observadors militars.